# Alken (Belgia)
Alken (lim. Alleke) – gmina (gemeente) w Belgii, w Regionie Flamandzkim, w prowincji Limburgia, w okręgu Tongeren. 1 stycznia 2024 roku liczyła 11 918 mieszkańców.  

## Podział administracyjny
W skład gminy nie wchodzi żadna dzielnica (deelgemeente).